# Chikuma, Nagano
Chikuma (千曲市 Chikuma-shi) là một thành phố thuộc tỉnh Nagano, Nhật Bản.